# Barabbas (1961)
Barabbas (Originaltitel: Barabbà) ist ein italienischer Historienfilm aus dem Jahr 1961. Dabei handelt es sich um die zweite abendfüllende Verfilmung des gleichnamigen Romans von Pär Lagerkvist, der dafür 1951 den Nobelpreis für Literatur erhalten hatte.  

## Handlung
In Jerusalem muss der römische Statthalter Pontius Pilatus entscheiden, wen er begnadigen soll – den von vielen Menschen als Messias verehrten Jesus von Nazaret oder den Mörder und Aufrührer Barabbas. Er lässt dem Volk die Wahl, das sich für Barabbas entscheidet.
Dieser genießt seine Freiheit in vollen Zügen. Jesu Schicksal interessiert ihn herzlich wenig; er will als erstes nur seine frühere Geliebte Rahel wiedersehen. Diese verhält sich ihm gegenüber jedoch distanziert, weil Jesus anstatt seiner gekreuzigt wird. Als sich Rahel nicht von Barabbas' Gleichgültigkeit beirren lässt, beobachtet der ungläubige Barabbas Jesu Kreuzigung und Grablegung. Als er am dritten Tag Jesu leeres Grab vorfindet und bei den Jüngern nach Jesus sucht, führen ihn diese zu Lazarus, welcher Barabbas von seiner Auferweckung durch Jesus berichtet.
Nach einer Zusammenkunft mit anderen Jüngern Jesu wird Rahel von den Römern festgenommen und gesteinigt. Der wütende Barabbas überfällt die Männer, die Rahel verhaftet haben, und tötet einen von ihnen. Da Barabbas bereits begnadigt wurde und kein zweites Mal zum Tode verurteilt werden kann, verbannt Pilatus ihn nach Sizilien in die dortigen Schwefelminen, wo Barabbas im Verlauf der nächsten zwanzig Jahre unter Tage schwere Bergmannsarbeit verrichten muss. Er ist an den Sträfling Sahek gekettet, der Barabbas gegenüber verbittert ist, weil dieser freigelassen und Jesus gekreuzigt wurde.
Eines Tages wird die Grube bei einer Explosion verschüttet; Barabbas und Sahek sind die einzigen Überlebenden. Als Sahek und Barabbas daraufhin bei der Feldarbeit eingesetzt werden, versucht Sahek, Barabbas seinen Glauben an Jesus näherzubringen. Da beide das Grubenunglück als Einzige überlebt haben, wird die Frau des Präfekten auf die beiden aufmerksam. Als dieser zum Senator befördert wird, nehmen er und seine Frau Sahek und Barabbas mit nach Rom. Dort werden die beiden Männer zu Gladiatoren ausgebildet. 
Als sich Sahek wegen seines Glaubens weigert, bei einem Wettkampf seinen Kontrahenten zu töten, und für seinen Glauben eintritt, werden er und Barabbas wegen Aufruhrs verhaftet; Sahek wird hingerichtet, weil er sich standhaft weigert, seinem Glauben abzuschwören. Barabbas erklärt, eigentlich kein Christ zu sein, und wird nicht bestraft.
Bei einem Wettkampf in der Kampfarena besiegt Barabbas den bis dahin als unbesiegbar geltenden Gladiator Torvald und beeindruckt damit Kaiser Nero, der Barabbas daraufhin frei lässt. Barabbas findet Saheks Leichnam und bringt ihn in die Katakomben, wo sich die Christen heimlich versammeln. Sahek erhält eine angemessene Bestattung. Hier trifft Barabbas auf Petrus, den früheren Fischer, der ihn kennt und ihn an ein Gespräch erinnert, das sie damals, zur Zeit Jesu, geführt haben. 
Während des Brandes von Rom glaubt Barabbas, das Reich Gottes sei da, und steckt selbst weitere Gebäude in Brand, worauf er von römischen Soldaten verhaftet wird. Die Christen werden für den Brand verantwortlich gemacht und dafür mit dem Tod bestraft. Die letzte Einstellung zeigt ein weites Feld mit unzähligen Kreuzen, auf dem die „Schuldigen“ gekreuzigt wurden. Unter ihnen befindet sich auch Barabbas, der sich nun, kurz bevor er stirbt, an „seinen“ Gott wendet.

## Hintergrund

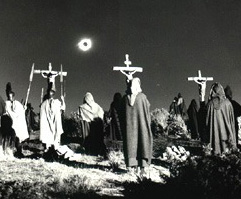
Während der Sonnenfinsternis vom 15. Februar 1961 gedrehte Kreuzigungsszene

Barabbas war die zweite Verfilmung von Lagerkvists Roman. Der von Alf Sjöberg gedrehte schwedische Vorgängerfilm mit dem deutschen Titel Barabbas – Der Mann im Dunkel (Originaltitel Barabbas) war auf dem Filmfestival von Cannes 1953 gezeigt worden. Die Neuverfilmung von Regisseur Richard Fleischer gilt nach Spartacus als einer der aufwändigsten Monumentalfilme jener Zeit.
Fleischer drehte die Kreuzigungsszene während einer realen Sonnenfinsternis am 15. Februar 1961.

## Kritiken
„Die zweite spielfilmlange Umsetzung des (...) Romans von Per Lagerkvist (...) war auch die schlechtere. Obwohl das Produktionsbudget 10 Millionen $ betrug und das Statistenheer in die Tausende ging, gehört Richard Fleischers Version in die Kategorie jener italienischen Monumentalfilme, die Tiefgang durch Schwertergerassel und sinistre Schurken ersetzen, die sich ausnahmslos wie Knallchargen aufführen. Folglich ist sein Barabbas (...) auch ein wortkarger Kraftmeier, der nicht kaputtzukriegen ist.“

„Die Regie vermittelt kaum mehr das existentielle Drama eines von Gott angerührten und dennoch zweifelnden Menschen, sondern vielmehr das aufwendige Schauspiel eines zu Grubenarbeit und Gladiatorenkämpfen verurteilten Sklaven.“

## Synchronisation
Die deutsche Synchronisation übernahm die Ultra-Film Synchron in Berlin, nach einem Dialogbuch von Eberhard Cronshagen unter der Dialogregie von Josef Wolf.
| Rolle           | Darsteller        | Deutscher Sprecher     |
| --------------- | ----------------- | ---------------------- |
| Barabbas        | Anthony Quinn     | Gerhard Geisler        |
| Rahel           | Silvana Mangano   | Eva Pflug              |
| Pontius Pilatus | Arthur Kennedy    | Klaus Miedel           |
| Simon Petrus    | Harry Andrews     | Wolfgang Lukschy       |
| Sahak           | Vittorio Gassman  | Gert Günther Hoffmann  |
| Torvald         | Jack Palance      | Arnold Marquis         |
| Lucius          | Ernest Borgnine   | Horst Niendorf         |
| Rufius          | Norman Wooland    | Friedrich Schoenfelder |
| Julia           | Valentina Cortese | Lola Luigi             |
| Lazarus         | Michael Gwynn     | Friedrich Joloff       |
| Nero            | Ivan Triesault    | Curt Ackermann         |